# ロスランディ・アコスタ
ロスランディ・アコスタ（Roslandy Acosta、1992年2月25日 - ）は、ベネズエラの女子バレーボール選手である。

## 来歴
ベネズエラのラ・グアイラ出身。2006年よりベネズエラ代表に初選出されると2008年の北京オリンピックに出場した。
アメリカのアーカンソー大学を卒業し、欧州のクラブリーグで活躍した。2015/16シーズンに所属していたドイツ・ブンデスリーガではMVPに選ばれた。2017年よりイタリアセリエAの強豪ベルガモでプレーした。
2020年10月に日本のV.LEAGUE・PFUブルーキャッツに加入し、1シーズンプレー。2021-22シーズンはデンソーエアリービーズに移籍してプレーした。2022-23シーズンはPFUに復帰し、チームのキャプテンにも就任した。
2023年5月23日、2022-23シーズン終了をもってPFUブルーキャッツを退団し、イタリア・セリエAのカザルマッジョーレに移籍した。

## 球歴
- オリンピック - 2008年

## 所属クラブ
- アーカンソー大学
- Kangasala（2013-2014年）
- Volley Koniz（2014-2015年）
- Rote Raben Vilsbiburg（2015-2016年）
- SCポツダム（2016-2017年）
- バレー・ベルガモ（2017-2019年）
- Itambé Minas（2019-2020年）
- PFUブルーキャッツ（2020-2021年）
- デンソーエアリービーズ（2021-2022年）
- PFUブルーキャッツ（2022-2023年）
- VBCトラスポルティ・ペザンティ・カザルマッジョーレ（2023年）
- Itas Trentino（2023-2024年）
- アソシアソン・ヴォレイ・バウル（2024年-）

## 受賞歴
- 2016年 - 2015/16ブンデスリーガ MVP
- 2017年 - 2016/17ブンデスリーガ ベストスコアラー